# Melnîkivți, Nemîriv
Melnîkivți (în ucraineană Мельниківці) este localitatea de reședință a comunei Melnîkivți din raionul Nemîriv, regiunea Vinnița, Ucraina.

## Demografie
Componența lingvistică a localității Melnîkivți
     Ucraineană (99%)
     Alte limbi (0,8%)
Conform recensământului din 2001, majoritatea populației localității Melnîkivți era vorbitoare de ucraineană (99%), existând în minoritate și vorbitori de alte limbi.